# Sledgehammer (canción de Fifth Harmony)
"Sledgehammer" es una canción grabada por el grupo estadounidense Fifth Harmony.  escrito por Jonas Jeberg, Meghan Trainor y Sean Douglas, y producido tanto por Jeberg como por Harvey Mason, Jr. Fue lanzado el 28 de octubre de 2014 como el segundo sencillo de su álbum de estudio de debut Reflection (2015). Es una combinación de Techno pop y una canción de baile electrónica sobre fuertes sentimientos por alguien que son difíciles de ignorar.
La canción alcanzó el puesto número 40 en el Billboard Hot 100 de Estados Unidos, convirtiéndose en su primera entrada de los 40 primeros. También apareció en el US Mainstream Top 40 y Adult Pop Songs en los números 21 y 36, respectivamente. La canción fue certificada platino por la Asociación de la Industria de la Grabación de América (RIAA) el 26 de junio de 2015. En Canadá, alcanzó un pico de número 63 en el Canadian Hot 100.
Un vídeo musical acompañó a la canción, coreografiado y dirigido por Fatima Robinson, fue lanzado en la página Vevo de la banda. Primero tocaron la canción en directo en los premios de MTV Europe Music Awards de 2014 e hicieron una aparición más tarde en Good Morning America, en Access Hollywood Live, en The Talk, en The Today Show y en The Ellen DeGeneres Show.

## Antecedentes

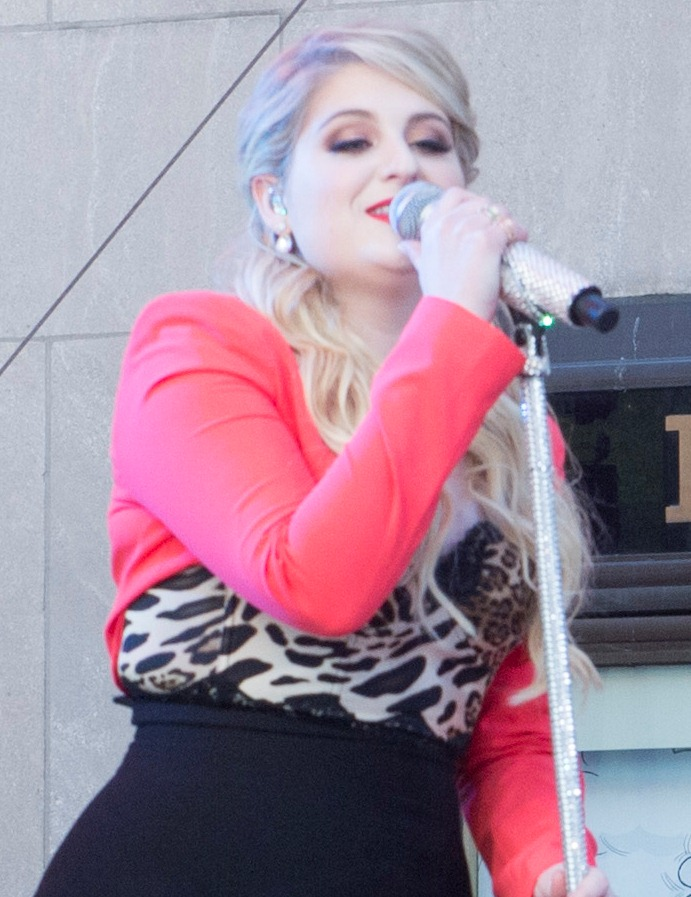
Meghan Trainor escribió "Sledgehammer" para Fifth Harmony

El 23 de octubre de 2014, Fifth Harmony anunció "Sledgehammer" como el segundo sencillo de su álbum debut, Reflection, durante un evento transmitido en vivo. La canción fue escrita por Jonas Jeberg, Meghan Trainor, y Sean Douglas, y producido por Jeberg y Harvey Mason, Jr. Se trata de la clase de amor que no puede ser contenida y te obliga a dejar ir. En tras cámaras del vídeo musical de la canción, dijeron que "decidimos con 'Sledgehammer' para nuestro segundo sencillo porque nuestro álbum tiene una variedad de sonidos, y todos nos gustan los géneros completamente diferentes ... la transición de 'Boss' a 'Sledgehammer' sólo muestra lo ecléctico que es nuestro sonido, y es un concepto fácil de identificarse, simplemente estar con la persona que te gusta, y sentir tu corazón latir como un mazo."

## Recepción

### Recepción de la crítica
Jason Lipshutz de Billboard dio un comentario positivo diciendo: "La segunda oferta de Fifth Harmony de su próximo estreno es ya conocida como" el sencillo escrito por Meghan Trainor ", que clavó esta pista de grupo de chicas .Con un EDM-meets-new-wave beat Y un gancho inmediato, "Sledgehammer" es la mejor pista pop sobre los efectos físicos de la enfermedad de amor desde Demi Lovato conHeart Attack".
Mike Wass, de Idolator, lo llamó "un dulce himno de Techno pop  dulce con un atractivo de radio". Jessica Hyndman, de MTV, dio una opinión positiva diciendo que "'Sledgehammer' tiene un ambiente pop divertido, muy diferente del primer sencillo de las chicas 'Bo [ss]' y 'Miss Movin' On 'del año pasado". ] Teen Vogue lo llamó su "canción favorita que el grupo de chicas ha estrenado ...". Lucas Villa de AXS comparó favorablemente la canción con "Overdose" de Ciara y agregó que "Sledgehammer" parece que podría ser el verdadero avance [de Fifth Harmony]. " Kyle Anderson, de Entertainment Weekly, afirmó en una crítica positiva que refieren a las letras del coro  "si esa angustiosa frecuencia cardíaca es el secreto para crear placeres listos para el club como este, que nunca consigan que se le eche un vistazo".
Carolyn Menyes, de Music Times, dio una crítica negativa a la canción diciendo: "Fifth Harmony no obtuvo el nombre de su banda al azar, estas chicas pueden fusionar sus cinco voces distintivas a la perfección. El coro resultante hace un brillante, chirriante y entrañable musical La balada pop de mitad de tiempo carece de la pizazz y sass de iniciativa en Reflection el sencillo 'BO $$' y, afortunadamente, se aleja de la jerga- Hay algo distinta mente de '80s' sobre 'Sledgehammer', ya sea la mano pesada del sintetizador o las melodías perfectamente melded. Si sólo había una melodía más interesante para golpear realmente esta canción , podría haber sido el estatus de estrella ".

### Desempeño comercial
Tras su lanzamiento, "Sledgehammer" debutó en el Mainstream Top 40 de Estados Unidos en el número 28, y alcanzó el número 21 el 25 de diciembre de 2014, convirtiéndose en su posición más alta en la tabla y superando su primer sencillo "Miss Movin 'On". La canción pasó a pasar tres semanas no consecutivas en su posición máxima hasta el momento. El 4 de diciembre de 2014, la canción debutó en el número 93 en el Billboard Hot 100. Se elevó a un máximo de 40 en su quinta semana en la tabla con 85.000 ventas de la semana, marcando las mejores ventas de la semana de Fifth Harmony, primer debut en el Top 40. Sin embargo, desde entonces ha sido superado por "Worth It" (que alcanzó su punto máximo en el número 12) y "Work from Home" (que alcanzó el número 4). El 26 de junio de 2015, "Sledgehammer" fue certificado Platino por la Asociación de la Industria de la Grabación de América (RIAA) en los Estados Unidos.

## Vídeo musical
El vídeo musical fue subido a la cuenta Vevo oficial de Fifth Harmony el 25 de noviembre de 2014. Fue dirigido y coreografiado por Fatima Robinson, quien también dirigió el vídeo musical de "Boss". Escenas en el vídeo incluyen un conjunto de swing, una escultura de unicornio, y la silueta de un hombre balanceando un mazo. Todo mientras que las chicas de Fifth Harmony se visten en vestidos coloridos y pelo sedoso. El 21 de noviembre de 2014, MTV lanzó un exclusivo video de "Sledgehammer". El 20 de abril de 2016, el video musical de "Sledgehammer" le valió al grupo su cuarta certificación Vevo por acumular más de 100 millones de visitas.

## Presentaciones en vivo
El 9 de noviembre, Fifth Harmony presentó "Sledgehammer" por primera vez en el pre-show de los MTV Europe Music Awards 2014. El 12 de noviembre, interpretaron la canción en Good Morning America. Esa misma semana, realizaron una versión acústica de la canción en Access Hollywood Live. El 16 de diciembre, realizaron una versión de jazz de la canción en Big Morning Buzz Live de VH1. Las muchachas realizaron la canción en la revolución del Año Nuevo de Pitbull que se ventiló en Fox el 31 de diciembre de 2014. El 3 de febrero de 2015, interpretaron la canción en Today Show, y en The Talk el 5 de febrero de 2015, con el lanzamiento de Reflection. También interpretaron la canción durante su Reflection Tour (2015). El 18 de febrero de 2015, el grupo realizó la canción en Sunrise, mientras que la promoción del álbum en Australia, y en El Ellen DeGeneres Show el 25 de febrero de 2015. Sledgehammer se encontontraba en la lista de canciones para las actuaciones de Fifth Harmony en el 2015 en New York, NY; Atlanta, Georgia; Chicago, IL; Y Sunrise, conciertos de FL Jingle Ball.

## Lista de canciones
- Descarga digital

1. "Sledgehammer" – 3:52

- UK Digital sencillo[21]

1. "Boss" – 2:51
2. "Sledgehammer" – 3:52

## Posicionamiento en listas
| Chart (2014–15)                             | Peak position |
| ------------------------------------------- | ------------- |
| Australia (ARIA)                            | 88            |
| Bélgica (Flandes) (Ultratip Bubbling Under) | 49            |
| Bélgica (Valonia) (Ultratip Bubbling Under) | 21            |
| Canadá (Canadian Hot 100)                   | 63            |
| Irlanda (IRMA)                              | 83            |
| Nueva Zelanda (Recorded Music NZ)           | 36            |
| Suecia (Sverigetopplistan)                  | 75            |
| Reino Unido (Official Charts Company)       | 112           |
| Estados Unidos (Billboard Hot 100)          | 40            |
| Estados Unidos (Adult Top 40)               | 36            |
| Estados Unidos (Mainstream Top 40)          | 21            |

## Certificaciones
| País           | Organismo certificador | Certificación | Simbolización | Ventas    | Ref.   |
| -------------- | ---------------------- | ------------- | ------------- | --------- | ------ |
| Estados Unidos | (RIAA)                 | 2x Platino    | ▲             | 2 000 000 | [ 33 ] |
| Canadá         | Music Canada           | Oro           | ●             | 40 000    | [ 34 ] |
| Suecia         | (GLF)                  | Platino       | ●             | 40 000    | [ 35 ] |